# Oleg Orlov
Oleg Petrovič Orlov (rusky Олег Петрович Орлов; * 4. dubna 1953 Moskva, SSSR) je ruský biolog, aktivista v oblasti lidských práv a předseda výboru střediska pro lidská práva Memorial.
V roce 2009 mu byla společně s dalšími představiteli hnutí Memorial udělena Sacharovova cena za svobodu myšlení.
V říjnu 2023 byl odsouzen k pokutě 150 tisíc rublů (asi 38 tisíc Kč). Předmětem obžaloby byl článek, ve kterém Orlov psal, že Rusko se za prezidenta Vladimira Putina snížilo k fašismu. Prokuratura se však odvolala. V únoru 2024 byl odsouzen ke 2,5 roku vězení, a to za opakovanou „diskreditaci armády“. Podle serveru Meduza četl Orlov u soudu z románu Proces Franze Kafky. Během pobytu ve vězení se mu měl v dubnu 2024 zhoršit zdravotní stav, když měl začít ztrácet sluch.
Dne 1. srpna 2024 byl v rámci výměny vězňů mezi Ruskem a Západem propuštěn z vězení. S dalšími 12 propuštěnými, mezi nimiž byli také opozičníci Vladimir Kara-Murza a Ilja Jašin nebo několik spolupracovníků někdejšího opozičního předáka Alexeje Navalného, odletěl do Německa, kde je přivítal kancléř Olaf Scholz.